# Élection présidentielle gambienne de 2016
L'élection présidentielle gambienne de 2016 a lieu le 1er décembre 2016 afin d'élire le président de la République de Gambie pour un mandat de cinq ans. 
Le président autocrate Yahya Jammeh, au pouvoir depuis vingt-deux ans, est battu à la surprise générale. Son refus de quitter le pouvoir entraîne en janvier 2017 une intervention militaire de la CÉDÉAO, avec l'aval du Conseil de sécurité des Nations unies, pour permettre au président élu, Adama Barrow, de prendre ses fonctions. Le 23 janvier, Yahya Jammeh accepte de céder la présidence à son successeur, et quitte le pays. 

## Contexte
La Gambie n'est généralement pas considérée comme une démocratie. Le président Yahya Jammeh, arrivé au pouvoir par un coup d'État en 1994, s'est maintenu au pouvoir par la violence et l'intimidation, s'appuyant sur l'arrestation, la torture et les disparitions forcées de journalistes et d'opposants politiques. Freedom House classe la Gambie du président Jammeh comme étant une dictature plongée dans un « climat de peur », et note une intensification de la répression contre les journalistes et les figures de l'opposition en amont des élections de 2016 : détentions arbitraires de journalistes, interdictions de manifester pour les partis d'opposition, pouvoir judiciaire subordonné à l'exécutif… De manière générale, « les élections sont violentes et truquées ».
Yahya Jammeh a aboli toute restriction quant au nombre de mandats qu'il puisse servir, se brouillant ainsi en mai 2015 avec la Communauté économique des États de l'Afrique de l'Ouest. Cette dernière considère que les élections en Gambie ne sont pas crédibles, en raison d'intimidations exercées à l'égard des partis d'opposition et des citoyens. Pour l'élection de 2016, de nouvelles restrictions ont été introduites quant aux candidatures. Tout candidat doit désormais payer 500 000 dalasi (environ 11 700 euros) pour faire enregistrer sa candidature. Il doit également rassembler les signatures de soutien de 10 000 citoyens et, s'il n'a pas encore de parti politique, payer 500 000 dalasi pour le droit d'en former un. Les candidatures doivent être soumises pour le mois de mars 2016, et seules les personnes âgées de moins de 65 ans peuvent se porter candidates.

## Mode de scrutin
Le président gambien est élu au scrutin uninominal majoritaire à un tour pour un mandat de cinq ans, sans limitation du nombre de mandats.
Le système de vote gambien possède la particularité de ne pas recourir à des bulletins de vote en papier déposés dans une urne classique, mais à des billes que les électeurs placent dans des bidons, chaque candidat en lice se voyant attribué un bidon distinct peint dans la couleur de son parti et sur lequel figure sa photo. Les urnes sont disposées à l'abri des regards, protégeant le secret du vote, tandis que l'insertion d'une bille dans une urne déclenche une clochette, permettant aux scrutateurs de s'assurer que l'électeur n'a voté qu'une fois. Le système est mis en avant pour son coût très faible et sa simplicité qui conduit à un taux très faible d'erreurs, dans un pays où l'analphabétisme touche la moitié de la population,.
Lors du « dépouillement » — qui prend la forme d'un simple comptage — l'urne d'un candidat est descellée et son contenu versé en une ou plusieurs fois sur des planches à trous d'une capacité de 200 à 500 billes chacune. Une fois les scrutateurs d'accord sur le nombre de billes, celles-ci sont remises dans l'urne qui est conservée en cas de contestation du résultat, et les scrutateurs passent à l'urne du candidat suivant. L'opération, répétée dans chaque bureau de vote, est très rapide, et les résultats en général connus au niveau national dès le lendemain du scrutin.

## Candidatures
Ousainou Darboe, chef du Parti démocratique unifié (conservateur), le principal parti d'opposition, est arrêté en avril 2016 pour avoir participé à une manifestation pacifique non autorisée. Il demandait la libération de partisans du parti arrêtés deux jours plus tôt, et une enquête sur la mort en détention policière de Solo Sandeng, l'une des principales figures du parti. En juillet, Ousainou Darboe et dix-huit autres manifestants sont condamnés à trois ans de prison, ce qui empêche sa candidature à l'élection,.
Adama Barrow, du Parti démocratique unifié, est choisi comme candidat commun de huit partis d'opposition (dont le Parti pour la réconciliation nationale, le Parti démocratique populaire pour l'indépendance et le socialisme, et le Parti de la convention nationale). Il se présente ainsi contre Yahya Jammeh (Alliance patriotique pour la réorientation et la construction), qui brigue un cinquième mandat consécutif à la tête de l'État,,.

## Campagne
Au mois de mai, Yahya Jammeh déclare : « Je préviens cette vermine maléfique qui s'appelle l'opposition : si vous voulez déstabiliser ce pays, je vous enterrerai neuf pieds sous terre ». Au cours des mois qui suivent, des dizaines d'opposants sont arrêtés, et deux meurent en prison,. Début novembre 2016, trois journalistes sont arrêtés et placés en détention arbitraire sans procès, de même qu'un homme d'affaires connu pour financer des partis d'opposition.
Début novembre, Yahya Jammeh affirme : « Allah m'a élu ; seul Allah peut me retirer le pouvoir ». Mi-novembre, il répond aux critiques que formule l'opposition : « Être qualifié de dictateur ne me gêne pas du tout, car je suis un dictateur du développement et du progrès ». Il avertit les citoyens qu'ils doivent voter : s'abstenir serait « illégal » et inacceptable, car l'organisation du scrutin coûte de l'argent à l'État.
Jammeh promet une bourse au mérite pour l'accès des meilleurs écoliers à l'université, et promet surtout de faire de la Gambie une « superpuissance économique ». Face au nombre important de migrants qui quittent le pays et tentent de rejoindre l'Europe, il affirme que « dans deux ans ou peut-être moins » cette migration se serait inversée, et que des Occidentaux arriveraient comme réfugiés en Gambie.

## Résultats
|                          | Adama Barrow             | Coalition 2016           | 227 708 | 43,29 |  |  |
|                          | Yahya Jammeh             | APRC                     | 208 487 | 39,64 |  |  |
|                          | Mammah Kandeh            | GDC                      | 89 768  | 17,07 |  |  |
|                          |                          |                          |         |       |  |  |
| Votes valides            | Votes valides            | Votes valides            | 525 963 | 99,97 |  |  |
| Votes blancs et nuls     | Votes blancs et nuls     | Votes blancs et nuls     | 165     | 0,03  |  |  |
| Total                    | Total                    | Total                    | 526 128 | 100   |  |  |
| Abstention               | Abstention               | Abstention               | 360 450 | 40,66 |  |  |
| Inscrits / participation | Inscrits / participation | Inscrits / participation | 886 578 | 59,34 |  |  |

## Conséquences

### Réactions
Le président sortant est battu par son opposant Adama Barrow et reconnaît sa défaite dès le lendemain. La passation de pouvoir n'intervient cependant que deux mois après l'élection,,.
En raison de la nature répressive du régime, la BBC décrit ce résultat comme une « énorme surprise ». Des célébrations éclatent dans les rues de Banjul. Adama Barrow promet de réintégrer la Gambie au Commonwealth et à la Cour pénale internationale, dont Yahya Jammeh l'avait retirée.

### Crise politique

#### Refus du président Jammeh de quitter le pouvoir
Néanmoins, le 9 décembre, Yahya Jammeh change d'avis et annonce qu'il « rejette les résultats dans leur totalité ». Il conteste l'impartialité de la commission électorale, et appelle à de nouvelles élections,. L'Union africaine l'appelle à reconnaître sa défaite. La Communauté économique des États de l'Afrique de l'Ouest (CÉDÉAO) propose une médiation, mais sa présidente, la présidente libérienne Ellen Johnson Sirleaf, n'est pas autorisée à entrer sur le territoire gambien.
Le 12 décembre, le Conseil de sécurité des Nations unies se réunit et demande à Yahya Jammeh de rencontrer une équipe de médiateurs internationaux. Muhammadu Buhari (président du Nigeria), John Dramani Mahama (président du Ghana), Ellen Johnson Sirleaf (présidente du Liberia) et Ernest Bai Koroma (président de la Sierra Leone) arrivent à Banjul pour le persuader d'accepter sa défaite. Marcel de Souza, président de la commission de la CÉDÉAO, évoque la possibilité d'une intervention militaire régionale si Jammeh tente de conserver le pouvoir de manière illicite. Le 13 décembre, l'armée occupe les bureaux de la Commission électorale, et le général Ousman Badjie, chef des armées, affiche son soutien pour Yahya Jammeh.
La Cour suprême, saisie par Yahya Jammeh pour invalider le résultat de l'élection, indique qu'elle examinera la demande le 10 janvier. Le 23 décembre, la CÉDÉAO donne au président sortant jusqu'au 19 janvier (date prévue pour la passation de pouvoir) pour reconnaître sa défaite, et avertit que s'il s'accroche au pouvoir, les Forces armées du Sénégal interviendront militairement pour l'en chasser. Le 10 janvier, la Cour suprême se révèle incapable de statuer, en l'absence d'un nombre suffisant de juges ; l'examen de la demande du président Jammeh est reportée au mois de mars.
Durant les jours qui précèdent le 19 janvier, des milliers de personnes fuient au moins temporairement le pays, craignant de potentielles violences. Le 17 janvier, Yaya Jammeh décrète l'état d'urgence. Le même jour, six ministres (le ministre des Finances Abdou Kolley (en), celui des Affaires étrangères Neneh MacDouall-Gaye, ainsi que les ministres du Commerce extérieur, de l'Environnement, des Sports, et de la Culture) démissionnent, refusant de soutenir plus longtemps le président Jammeh. Le ministre des Communications Sheriff Bojang avait déjà démissionné et quitté le pays le 9 janvier,,.
Le 18 janvier, la veille de la passation de pouvoir, le Parlement, dominé par le parti APRC, adopte une motion accordant au président Jammeh trois mois supplémentaires au pouvoir. Les députés condamnent par ailleurs ce qu'ils qualifient d'« ingérence illégale et malveillante » de l'Union africaine et du Sénégal dans les affaires intérieures de la Gambie. Le soir du 18 janvier, le Sénégal envoie des soldats à la frontière gambienne, appuyés par l'Armée de l'air nigériane. La marine nigériane est placée en état d'alerte.

#### Prise de fonction d'Adama Barrow et intervention militaire régionale

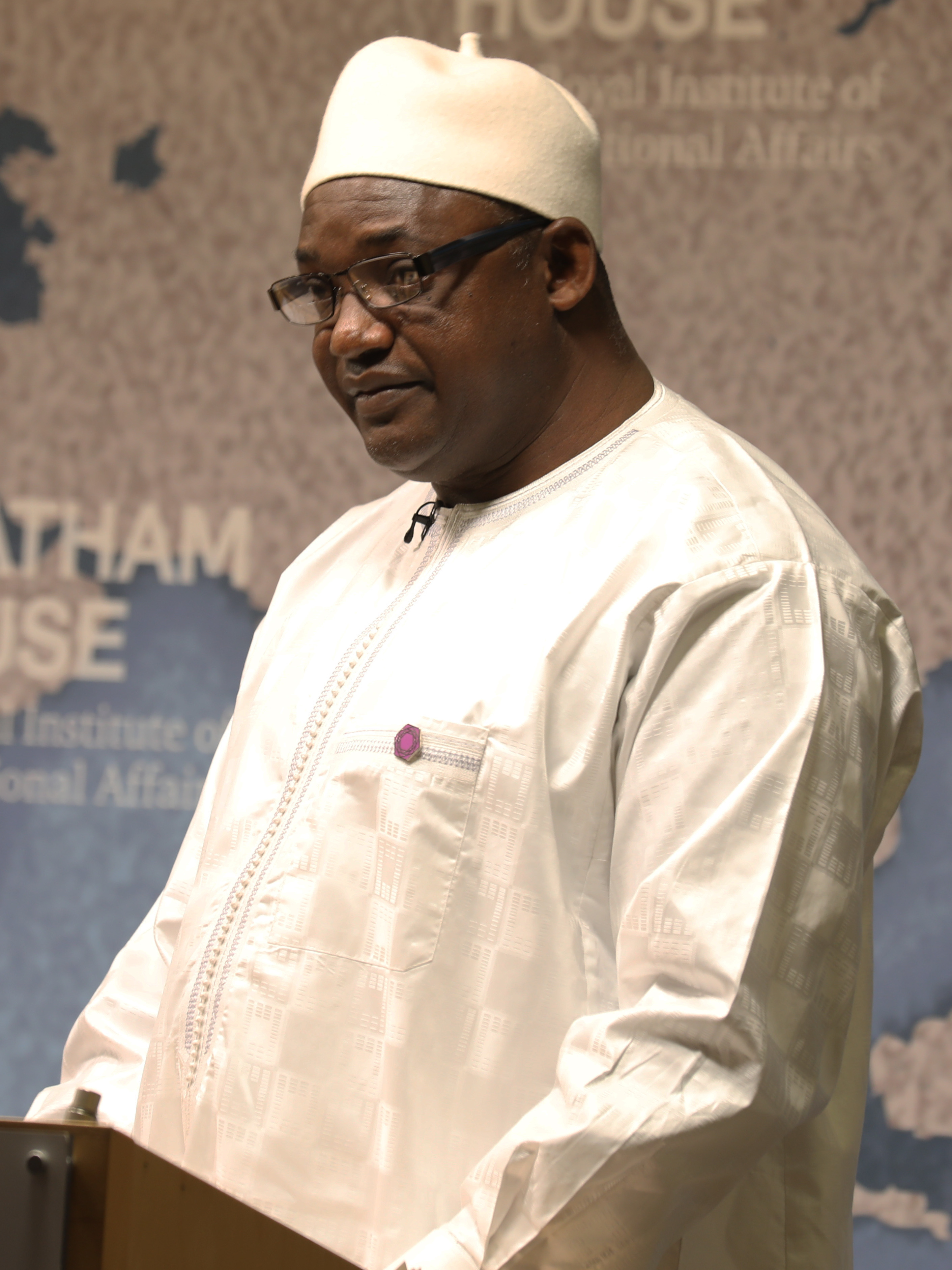
Adama Barrow.

Le 19 janvier, Adama Barrow prête serment et est investi comme président de la République, à l'ambassade de la Gambie au Sénégal. Il est immédiatement reconnu comme président légitime par l'Organisation des Nations unies, l'Union africaine et la CÉDÉAO. Dans le même temps, l'armée de l'air nigériane effectue des « vols de reconnaissance » au-dessus de Banjul. Le soir même, à l'issue d'une résolution du Conseil de sécurité des Nations unies autorisant la CÉDÉAO à prendre les mesures nécessaires pour y défendre la démocratie, les forces armées sénégalaises pénètrent le territoire gambien, appuyées par des contingents de soldats nigérians, ghanéens, togolais et maliens. Le président Barrow appelle publiquement les soldats gambiens à rester dans leurs casernes. Les soldats de la CÉDÉAO ne rencontrent aucune résistance à la frontière ; le chef d'état-major de la Défense gambienne, Ousman Badjie, indique par avance qu'il ne demandera pas à ses hommes de se mettre en danger,.
L'avancée des soldats ouest-africains s'arrête avant d'atteindre Banjul, la capitale, afin de permettre aux présidents guinéen Alpha Condé et mauritanien Mohamed Ould Abdel Aziz de mener d'ultimes négociations avec Yahya Jammeh et le persuader de se retirer,. Le soir du 20 janvier, Adama Barrow annonce que Yahya Jammeh a accepté de quitter le pouvoir et le pays. Le 21 janvier 2017, Jammeh le confirme lors d'une intervention télévisée. Il quitte la Gambie le soir même, prenant l'avion vers la Guinée avec le président Condé, puis partant s'installer en Guinée équatoriale, qui a accepté de l'accueillir. Son départ enclenche des manifestations de joie en Gambie.
Les troupes ouest-africaines entrent ensuite à Banjul pour sécuriser les lieux et préparer la venue du président Barrow. Elles sont accueillies par des foules en liesse. Un conseiller du nouveau président affirme que Yahya Jammeh a pillé les caisses de l'État avant son départ,. Adama Barrow rentre en Gambie le 26 janvier pour y débuter l'exercice de son mandat.
L'élection présidentielle est suivie d'élections législatives en avril 2017.